# Старо-Петровское
Старо-Петровское — село в Пошехонском районе Ярославской области России. Входит в состав Ермаковского сельского поселения.

## География
Село находится в северной части области, в подзоне южной тайги, на правом берегу реки Керомы, к северу от автодороги 78К-0004, на расстоянии примерно 11 километров (по прямой) к северо-западу от города Пошехонье, административного центра района. Абсолютная высота — 122 метра над уровнем моря.

### Климат
Климат характеризуется как умеренно континентальный, с продолжительной холодной зимой и коротким умеренно тёплым летом. Среднегодовая температура воздуха — 2,9 — 3,5 °C. Годовое количество атмосферных осадков — 500—750 мм, из которых большая часть выпадает в тёплый период. Преобладающее направление ветра юго-западное.

## История
Церковь в селе была основана в 1793 году Г. Леонтьевым, Престолов в ней было два: Святых Апостолов Петра и Павла и Святых Мучеников — Мины, Виктора и Викентия.   
В конце XIX — начале XX века село входило в состав Пошехонской волости Пошехонского уезда Ярославской губернии.
С 1929 года деревня входила в состав Федорковского сельсовета Пошехонского района, с 2005 года — в составе Ермаковского сельского поселения.

## Население
| 1859 | 1914 | 2002 | 2007 | 2010 |
| ---- | ---- | ---- | ---- | ---- |
| 145  | ↗212 | ↘64  | ↘63  | ↘52  |

### Национальный состав
Согласно результатам переписи 2002 года, в национальной структуре населения русские составляли 100 % из 64 чел.

## Транспорт
До села идёт грунтовая дорога. Ближайшая остановка общественного транспорта «Поповка» находится в 2,4 км от села.